# Magic Forest
"Magic Forest" is een nummer van de Britse band Fat Mattress. Het verscheen op hun debuutalbum Fat Mattress uit 1969. Op 28 november van dat jaar werd het uitgebracht als de enige single van het album.

## Achtergrond
"Magic Forest" is geschreven door zanger Neil Landon en basgitarist Jim Leverton en geproduceerd door de gehele band. Het lied kent invloeden uit de psychedelische rock, folkrock en de Britse pop uit de jaren '60. De single werd alleen een hit in Nederland, waar het de zestiende plaats in de Top 40 en de elfde plaats in de Hilversum 3 Top 30 behaalde.

## Hitnoteringen

### Nederlandse Top 40
| Hitnotering: 18-10-1969 t/m 29-11-1969 | Hitnotering: 18-10-1969 t/m 29-11-1969 | Hitnotering: 18-10-1969 t/m 29-11-1969 | Hitnotering: 18-10-1969 t/m 29-11-1969 | Hitnotering: 18-10-1969 t/m 29-11-1969 | Hitnotering: 18-10-1969 t/m 29-11-1969 | Hitnotering: 18-10-1969 t/m 29-11-1969 | Hitnotering: 18-10-1969 t/m 29-11-1969 | Hitnotering: 18-10-1969 t/m 29-11-1969 |
| Week                                   | 1                                      | 2                                      | 3                                      | 4                                      | 5                                      | 6                                      | 7                                      |                                        |
| -------------------------------------- | -------------------------------------- | -------------------------------------- | -------------------------------------- | -------------------------------------- | -------------------------------------- | -------------------------------------- | -------------------------------------- | -------------------------------------- |
| Nummer                                 | 37                                     | 24                                     | 20                                     | 17                                     | 16                                     | 22                                     | 36                                     | uit                                    |

### Hilversum 3 Top 30
| Hitnotering: 25-10-1969 t/m 29-11-1969 | Hitnotering: 25-10-1969 t/m 29-11-1969 | Hitnotering: 25-10-1969 t/m 29-11-1969 | Hitnotering: 25-10-1969 t/m 29-11-1969 | Hitnotering: 25-10-1969 t/m 29-11-1969 | Hitnotering: 25-10-1969 t/m 29-11-1969 | Hitnotering: 25-10-1969 t/m 29-11-1969 | Hitnotering: 25-10-1969 t/m 29-11-1969 |
| Week                                   | 1                                      | 2                                      | 3                                      | 4                                      | 5                                      | 6                                      |                                        |
| -------------------------------------- | -------------------------------------- | -------------------------------------- | -------------------------------------- | -------------------------------------- | -------------------------------------- | -------------------------------------- | -------------------------------------- |
| Nummer                                 | 22                                     | 17                                     | 16                                     | 11                                     | 16                                     | 25                                     | uit                                    |

### NPO Radio 2 Top 2000
Magic Forest stond alleen in 2000 in de NPO Radio 2 Top 2000, op plek 1181.